# Pterolophia sassensis
Pterolophia sassensis är en skalbaggsart som beskrevs av Stefan von Breuning 1938. Pterolophia sassensis ingår i släktet Pterolophia och familjen långhorningar.
Artens utbredningsområde är Gabon. Inga underarter finns listade i Catalogue of Life.